# Hypselonotus linea
Hypselonotus linea is een soort die behoort tot de randwantsen (familie Coreidae) en komt voor in Costa Rica, Ecuador, Panama, en Nicaragua.